# Heveller
Die Heveller (Eigenbezeichnung: Stodorjane) waren ein elbslawischer Stamm, der vom Ende des 9. bis ins 12. Jahrhundert an der mittleren Havel siedelte. Das Fürstentum der Heveller bildete den slawischen Teil des Ursprunges der späteren Markgrafschaft Brandenburg.

## Name
Heveller

Erstmals werden Hehfeldi in der Völkerliste des Bayerischen Geographen im 9. Jahrhundert erwähnt. In den 890er Jahren werden sie als Hæfeldan  in der geographischen Ergänzung zur angelsächsischen Übersetzung des Orosius genannt. Bis in das 12. Jahrhundert ist der Name etwa 30 Mal in verschiedenen Varianten belegt. So berichtet etwa Widukind von Corvey zu Ereignissen des Winters 928/929 von Hevelli, in Königsurkunden Ottos I. verfügt dieser  in einem Gau und einem Land Heveldun
Der neuhochdeutsche Name „Heveller“ geht auf die Namensform Hevelli zurück.
Stodoranen

Die slawische Bezeichnung Stodoranen oder Stoderanen wurde dagegen nur selten in erhaltenen Texten und Urkunden verwendet. Der arabische Gelehrte al-Masudi erwähnte um 943/46 Uṣṭutrāna. Im 11. Jahrhundert setzte Thietmar von Merseburg die Stodoranen mit den Hevellern gleich. Danach wurde diese Bezeichnung nur noch fünfmal verwendet, so von Helmold von Bosau in seiner Chronica Slavorum und von Cosmas von Prag in der Chronica Boemorum.
Die Bedeutung der Bezeichnung ist unklar.

## Siedlungsgebiet

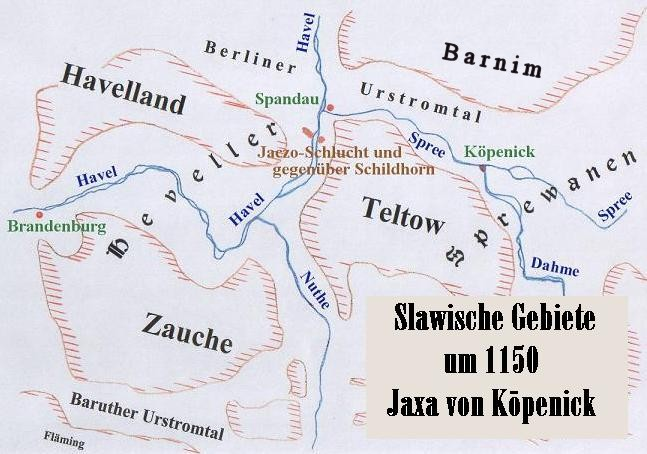
Slawische Gebiete um 1150

Das Siedlungsgebiet der Heveller erstreckte sich von Spandau entlang der Fluss- und Seeufer des Havelbogens über Brandenburg an der Havel bis hinter Rathenow. In dieses von der Geschichtswissenschaft erschlossene Siedlungsgebiet wanderten dem archäologischen Befund zufolge Anfang des 8. Jahrhunderts slawische Gruppen ein. Die ältesten slawischen Dendrodaten stammen aus dem Jahr 736. Hauptburg und Sitz des Herrschers war seit dem 10. Jahrhundert die Brandenburg. Diese ist dendrochronologisch auf das Jahr 906 datiert. Die übrigen Burgen der Heveller – der Bayerische Geograph berichtet von insgesamt 8 Burgen („civitates“) – entstanden bereits ab 870. Dazu gehörten Rathenow, Potsdam und Spandau.
Bei den ländlichen Siedlungen deutet der archäologische Befund auf ebenerdige Gebäude in Blockbauweise hin. Der Getreideanbau und die Viehzucht waren weniger entwickelt als in den anderen Gebieten der Elbslawen. Der Fleischbedarf wurde zu großen Anteilen durch die Jagd von Wildtieren gedeckt. Daneben war der Fischfang von Bedeutung.

## Geschichte

### Stammesbildung

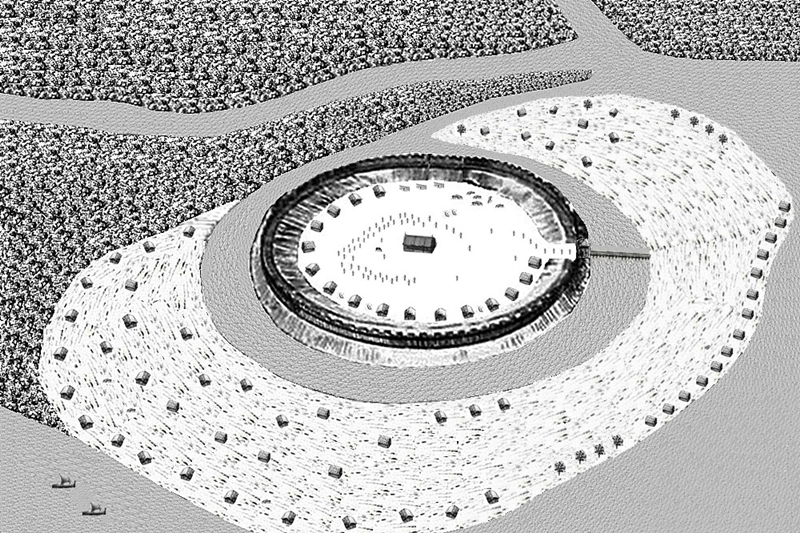
Burgwall Brandenburg um 1100, Rekonstruktionsversuch

Aufgrund ihrer relativ späten Erwähnung in den fränkischen und sächsischen Quellen sowie dem archäologischen Befund geht die Forschung heute davon aus, dass der Stamm der Heveller sich in der 2. Hälfte des 9. Jahrhunderts bildete.
Möglicherweise erfolgte die Ethnogenese um einen älteren adeligen Traditionskern. Denn Anfang des 10. Jahrhunderts hatte das hevellische Fürstentum schon eine derartige Bedeutung erlangt, dass die in Böhmen herrschenden Přemysliden eine Verbindung der beiden Fürstenhäuser für erstrebenswert hielten. Cosmas von Prag berichtet Anfang des 12. Jahrhunderts in seiner Chronica Boemorum über eine Dragomíra aus dem Land Stodor, die im Jahre 906 den böhmischen Fürsten Vratislav I. heiratete.

### Heveller und Liudolfinger
Die ersten Nachrichten über die Heveller finden sich in der Sachsengeschichte des Widukind von Corvey. Dieser berichtet für das 10. Jahrhundert aus sächsischer Sicht über die Auseinandersetzungen zwischen den Liudolfingern und den Hevellern. Danach drang der ostfränkische König Heinrich I. im Winter 928/929 mit einem sächsischen Heer in das Gebiet der Heveller ein und belagerte die Brandenburg, deren strategischer Vorteil als Wasserburg durch die zugefrorenen Wasserflächen aufgehoben war. Derart geschwächt kapitulierte die überraschte Besatzung der Burg bereits nach einer kurzen Belagerung. Heinrich I. beließ den unterworfenen Hevellerfürsten Baçqlābič als tributpflichtigen Vasallen im Amt und nahm dessen Sohn Tugumir sowie eine namentlich unbekannte Tochter als Geiseln. Mit dieser zeugte Heinrichs I. Sohn Otto I. einen Sohn Wilhelm, den späteren Mainzer Erzbischof. Nach der Eheschließung Ottos I. mit der angelsächsischen Prinzessin Edgitha lebte seine slawische Geliebte unter sächsischem Namen im Kloster Möllenbeck. Tugumir, inzwischen Christ, ließ sich durch viel Geld und noch größere Versprechen dazu überreden, in Ottos I. Dienste zu treten. Unter dem Vorwand, aus der sächsischen Gefangenschaft entflohen zu sein, kehrte er nach dem Tod seines Vaters 940 in die Brandenburg zurück und übernahm dort das angestammte Fürstenamt. Anschließend tötete er seinen Neffen, den letzten männlichen Verwandten, und unterstellte das gesamte Stammesgebiet wieder der Tributherrschaft des ostfränkischen Königs. Ob es sich bei dem für die zweite Hälfte des 10. Jahrhunderts bei Thietmar von Merseburg erwähnten Dobromir um einen Abkömmling Tugumirs handelt, konnte bislang noch nicht zufriedenstellend geklärt werden.
König Otto I. errichtete 948 – nach neuerer Auffassung 965 – mit dem Bistum Brandenburg im Hevellergebiet ein Missionsbistum. In diesem Zuge entstand auf der Brandenburg die erste christliche Kirche. Nur eine Generation später beteiligten sich die Heveller am Slawenaufstand von 983, der sich vorrangig gegen die Tributherrschaft des auf der Brandenburg residierenden Markgrafen Dietrich von Haldensleben richtete. Das Bistum Brandenburg ging unter und die Burg Brandenburg mit dem Gebiet der Heveller für die sächsische Herrschaft verloren. 991 gelang es einem sächsischen Heer Ottos III., die Brandenburg kurzzeitig zurückzuerobern und auf diese Weise noch einmal die Oberhoheit über die Heveller zu erlangen. Vier Jahre später fiel die Brandenburg jedoch wieder an die Heveller, die im darauffolgenden Jahr einen Friedensvertrag schlossen.

### Heveller und Askanier
Anfang des 12. Jahrhunderts gehörten die Heveller zum Herrschaftsgebiet des abodritischen Samtherrschers Heinrich von Alt-Lübeck. Ihre Erhebung gegen dessen Tributforderungen wurde von Heinrich mit militärischen Mitteln beendet. Erst mit dem Tod Heinrichs von Alt-Lübeck endete die abodritische Tributherrschaft. Auf der Brandenburg regierte in der Folge der christliche Hevellerfürst Meinfried. Nachdem er seinen älteren Bruder Meinfried hatte ermorden lassen, gelangte die Herrschaft über das Land der Heveller 1127 an den ebenfalls christlichen Pribislaw-Heinrich. Dieser schloss nach dem Traktat des Heinrich von Antwerpen einen Erbvertrag mit Albrecht dem Bären, nach dessen Inhalt der Askanier ihm in der Herrschaft über das Land der Heveller nachfolgen sollte. Schon zuvor soll Pribislaw-Heinrich mit der Zauche den an den sächsischen Streubesitz angrenzenden Teil des Hevellergebietes als Taufgeschenk an sein Patenkind Otto I., den Sohn Albrecht des Bären, übertragen haben. Nach Pribislaw-Heinrichs Tod 1150 übergab dessen Witwe die Brandenburg zwar an Albrecht den Bären; dessen Getreue wurden jedoch überrumpelt und verloren die Burg 1157 an den Schwager Pribislaw-Heinrichs, Jacza von Köpenick.

## Persönlichkeiten
Fürsten
- Baṣqlābiǧ, um 929
- Tugumir, um 940
- Meinfried, 1127
- Pribislaw, um 1127–1150

Weitere Personen
- Drahomíra (Dragomira), 900/923
- Pribislaw, um 990, evtl. Fürst
- Dobromir, um 993, senior venerabilis